# Benan
Benan is een bestuurslaag in het regentschap Lingga van de provincie Riouwarchipel, Indonesië. Benan telt 1344 inwoners (volkstelling 2010).